# Peyritschiella protea
Peyritschiella protea är en svampart som beskrevs av Thaxt. 1900. Peyritschiella protea ingår i släktet Peyritschiella och familjen Laboulbeniaceae.  Arten är reproducerande i Sverige. Inga underarter finns listade i Catalogue of Life.